# Кыпа-Ютырмалькы
Кыпа-Ютырмалькы (устар. Кыпа-Ютурмаль-Кы) — река в России, протекает по территории Ямало-Ненецкого АО. Устье реки находится в 23 км по левому берегу реки Ютырмалькы. Длина реки составляет 114 км. В 84 км по правому берегу впадает река Тоткыпа-Ютырмалькы, левый приток — Кэтыкэкыпа-Ютырмалькы.

## Данные водного реестра
По данным государственного водного реестра России относится к Нижнеобскому бассейновому округу, водохозяйственный участок реки — Таз, речной подбассейн реки — подбассейн отсутствует. Речной бассейн реки — Таз.
Код объекта в государственном водном реестре — 15050000112115300068285.